# Práce všeho druhu
Práce všeho druhu je demo skupiny Traband, které vydala po výrazné obměně hudebníků a stylu v roce 1999. „Country-punk“ (kytara, baskytara, banjo, bicí) vystřídalo „dechno“ (klarinet, trubka, tuba, banjo a bicí). Demo obsahuje šest písniček, z nich 4 vyšly po roce na Kolotoči, jedna (Tlustý muž) poté na Road Movie. Píseň Funebrák byla zčásti přetextována a vyšla na Kolotoči pod názvem Evangelium podle Jarouše.
Název demoalba je inspirován Ferdou Mravencem, na CD je také vyobrazena kapela složená z hmyzu z knížek Ondřeje Sekory.

## Seznam písní
1. Ponorná řeka
2. Pět prstů
3. Panenka Bárbí & Málborou men
4. Funebrák
5. Na širém moři
6. Tlustý muž

## Obsazení
- Jarda Svoboda – klarinet, zpěv
- Evžen Kredenc – banjo
- Jana Modráčková – trubka, zpěv
- Robert Škarda – tuba
- Václav Pohl – bicí